# Aline Rotter-Focken
Aline Rotter-Focken (født 10. maj 1991) er en tysk bryder, der konkurrerer i fristil.
Hun repræsenterede Tyskland ved sommer-OL 2016 i Rio de Janeiro, hvor hun blev elimineret i kvartfinalen.
Under sommer-OL 2020 i Tokyo, som blev afholdt i 2021, vandt hun guld.